# Communauté rurale de Keur Momar Sarr
La communauté rurale de Keur Momar Sarr est une communauté rurale du Sénégal située au nord-ouest du pays. 
Elle fait partie de l'arrondissement de Keur Momar Sarr, du département de Louga et de la région de Louga.